# 1910 en Belgique
Chronologie de la Belgique
- 1906
- 1907
- 1908
- 1909
- 1910
- 1911
- 1912
- 1913
- 1914

Cette page recense des événements qui se sont produits durant l'année 1910 en Belgique.

## Événements
- Du 23 avril au 1er novembre : exposition universelle de Bruxelles.
- 27 avril : le Parlement rejette la proposition du socialiste Émile Vandervelde sur l’introduction du suffrage universel[1].
- 3 mai : les femmes obtiennent les droits de vote et d'éligibilité aux Conseils des prud'hommes[2].
- 22 mai : élections législatives[3]. Victoire du Parti catholique.
- 5 août : remaniement ministériel au sein du gouvernement Schollaert[4].
- 15 août : enregistrement officiel du culte antoiniste[5].

## Culture

### Architecture

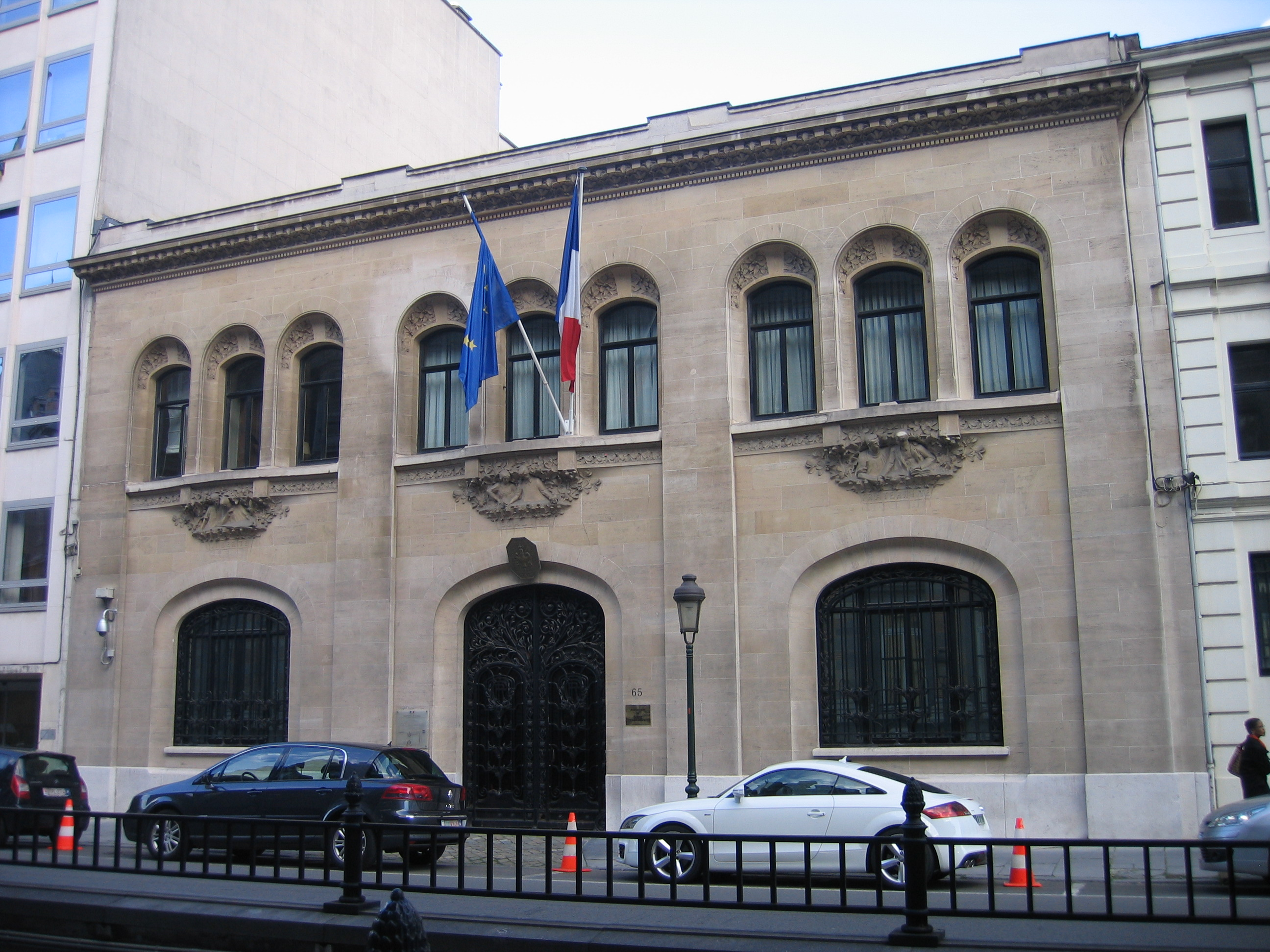
Chancellerie de l'ambassade de France (Bruxelles)
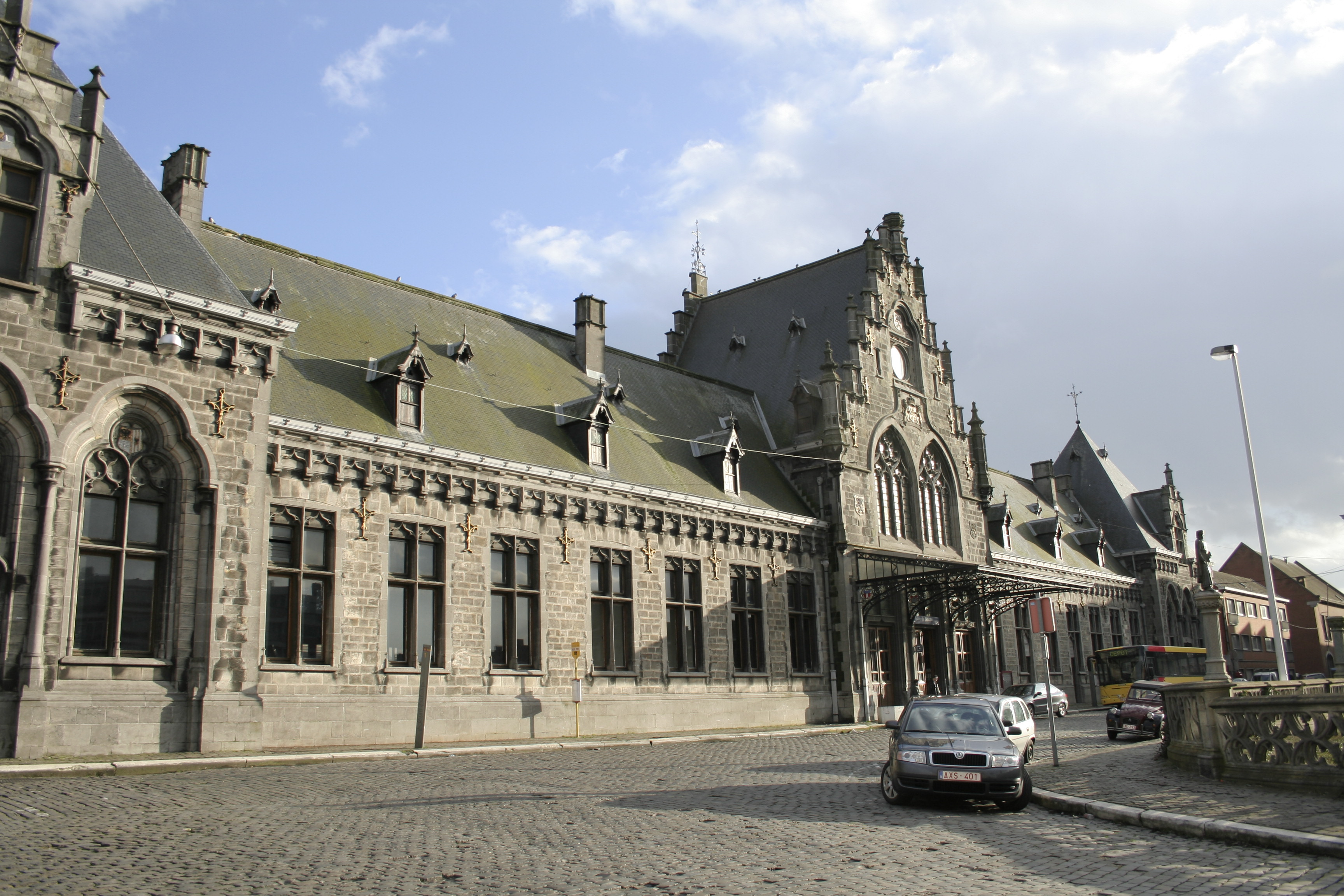
Gare de Binche (style néogothique, Pierre Langerock)
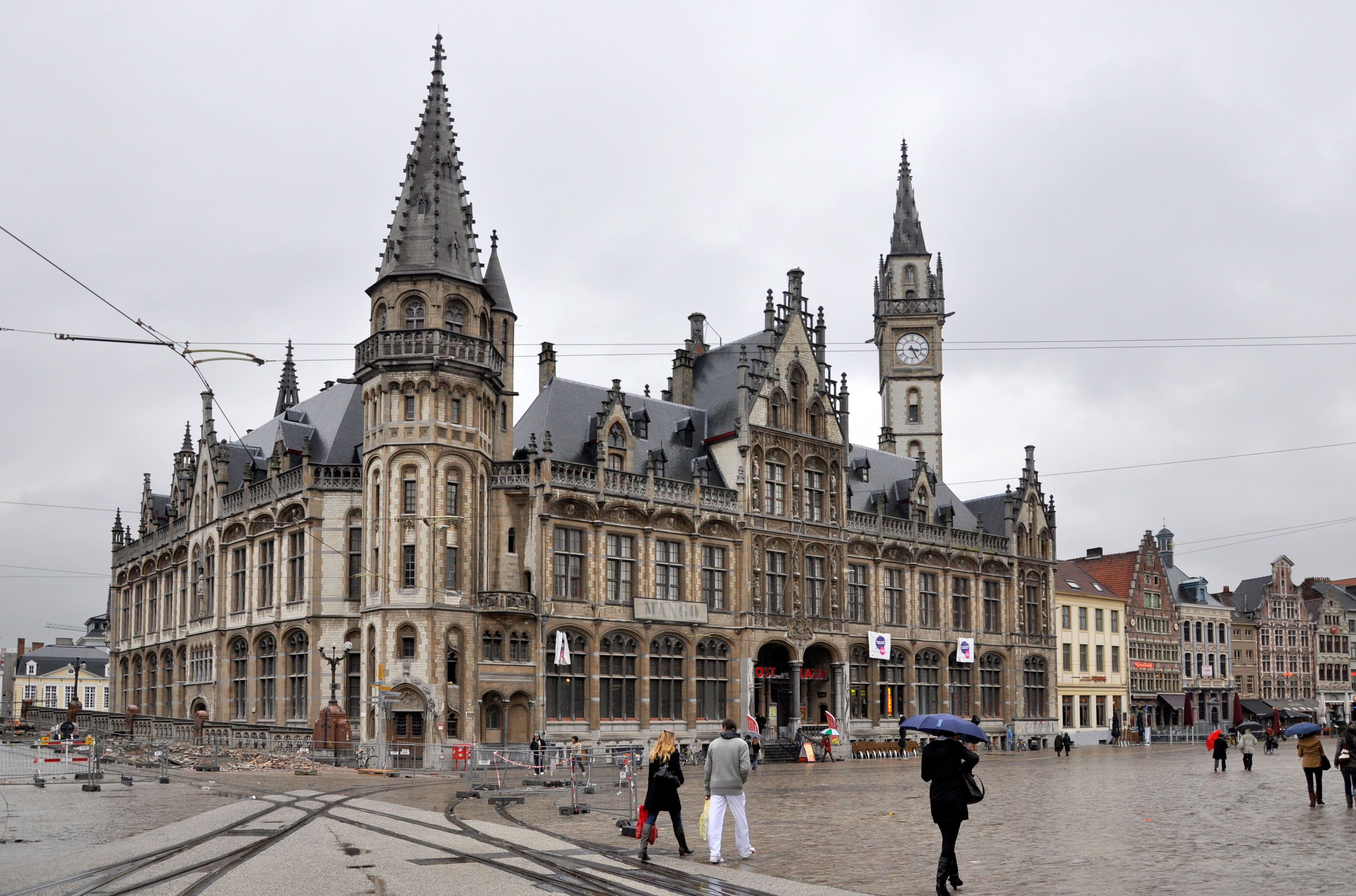
Hôtel des Postes de Gand (style éclectique, Louis Cloquet)
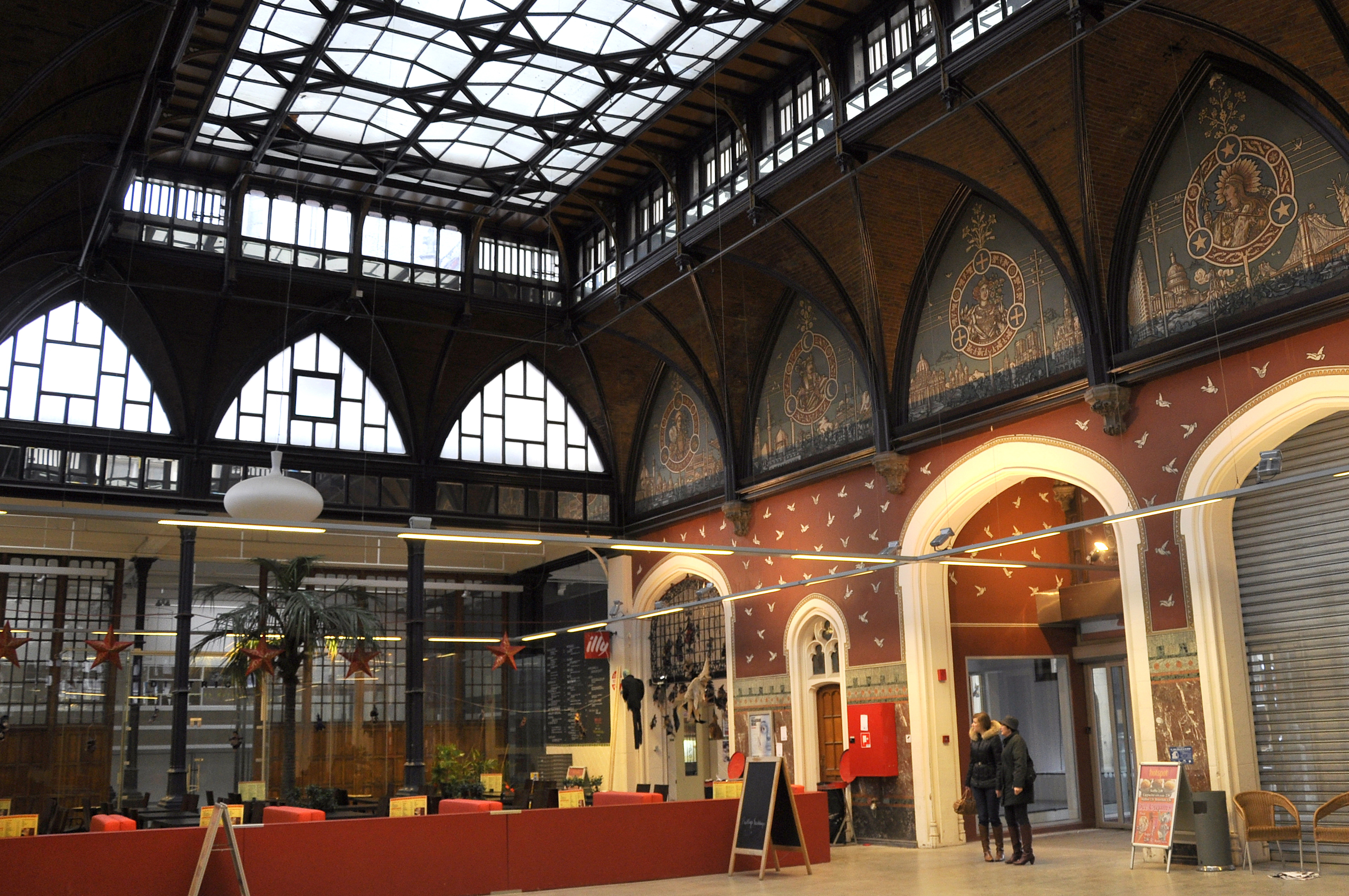
Intérieur de l'Hôtel des Postes de Gand

### Littérature
- La Guirlande des dieux et Le Sang des roses, recueils  d'Albert Giraud[6].
- Philatélie, recueil de Thomas Braun[7].
- Les Rythmes souverains, recueil d'Émile Verhaeren[8].

## Naissances
- 22 janvier : François-Xavier van der Straten-Waillet, homme politique et diplomate († 5 février 1998).
- 3 juin : Alfons Deloor, coureur cycliste († 23 mars 1995).
- 10 juin : Albert Beckaert, coureur cycliste († 29 mai 1980).
- 7 juillet : Louis Duerloo, coureur cycliste († 30 septembre 1977).
- 31 août : Raoul Ubac, peintre, graveur et sculpteur († 24 mars 1985).
- 3 octobre : Antoine Dignef, coureur cycliste († 9 avril 1991).
- 5 octobre : Albert Parisis, homme politique († 10 juin 1992).
- 17 octobre : Gilbert Desmet, coureur cycliste († 30 juin 1976).
- 15 décembre : Louis Hardiquest, coureur cycliste († 20 janvier 1991).

## Décès
- 21 octobre : Charles Van der Stappen, sculpteur (° 19 décembre 1843).

## Statistiques
- Population totale au 31 décembre 1910 : 7 423 784 habitants[9].